# ترکمن‌نبیت
ترکمن‌نبیت (انگلیسی: Türkmennebit) شرکت ملی نفت ترکمنستان است، که در زمینه استخراج و تولید نفت خام از میادین مستقر در دریای خزر فعالیت می‌نماید. 
شرکت ترکمن‌نبیت در سال ۱۹۹۱ راه‌اندازی شد. دفتر مرکزی این شرکت در شهر عشق‌آباد، ترکمنستان قرار دارد و کلیه سهام آن متعلق به دولت ترکمنستان است.